# Bąków (powiat oleśnicki)
Bąków (niem. Grünbach) – wieś w Polsce położona w województwie dolnośląskim, w powiecie oleśnickim, w gminie Międzybórz.

## Podział administracyjny
W latach 1975–1998 miejscowość należała administracyjnie do województwa kaliskiego.